# Милорад Ђорђевић
Милорад Ђорђевић (Шабац, 16. јуни 1896 — Београд, 7. мај 1943) био је српски економиста и банкар, министар финансија 1931–1934. године.

## Биографија
Родитељи су се звали Радојица и Наталија. Основну школу и гимназију завршио је у родном  граду, а универзитет у Алжиру за време Првог светског рата, где је и докторирао тезом О аграрном кредиту у Југославији (1919). У Алжиру се оженио Марселом Дурант (1898, Алжир) и са њом имао два сина: Александра (1922) и Радивоја (1927).

## Каријера
Убрзо  по докторирању запослио се у Министарству финансија, где је радио до 1931, пењући се чиновничким степеницама, да би почетком 1931. краће време био вицегувернер Народне банке. 19. новембра 1931, у време распламсавања Велике кризе, постао је министар финансија, на ком положају је остао до 20. децембра 1934. Активно је учествовао у уговарању стабилизационог зајма и закона о стабилизацији из 1931, као и у  стварању новог закона о Народној банци. Касније је, на предлог Двора, био председник УО Београдске задруге у којој је мајоритетни пакет држао Двор, председник УО Јадранских бродоградилишта, Сплит и председник УО Вистада, Вишеград. Године 1940. предводио је југословенску делгацију у преговорима после којих је склопљен први трговински уговор са СССР-ом, што је било почетак отопљавања односа.

## Бањички логор и смрт
У извештајима српске полиције по окупацији навођено је да је преко Београдске задруге уплаћиван новац антинемачкој Правди, исплаћен један чек енглеском агенту Ханауу и да је финансирана антихитлеровска књига немачког дисидента Раушинга Хитлер ми је рекао. Такође, пребацивано му је да масон III степена и да је као комуниста (!?) предводио прву делегацију у Москви. Све то вероватно је довело до његовог хапшења од стране Немаца 18. новембра 1941. и слања у Бањички логор, где су га Немце стрељали 7. маја 1943. Милорад Ђорђевић се у својој изјави бранио да се никада није бавио политиком, већ искључиво економско-финансијским пословима у корист државе и Београдске задруге.